# Attentats de Téhéran
Les attentats de Téhéran sont deux attaques quasi simultanées menées le 7 juin 2017 au Parlement iranien et dans le mausolée de l’ayatollah Khomeini, le fondateur de la république islamique d'Iran,. L'attaque est revendiquée le jour même par l'État islamique et fait au moins 17 morts et 52 blessés,,.

## Contexte
L'attaque terroriste survient en plein Ramadan. Elle intervient dans un contexte d'intensification de la propagande de l’État islamique vers la minorité sunnite présente en Iran, alors que le gouvernement iranien mène des actions armées en Irak et en Syrie, notamment contre des groupes djihadistes sunnites,. 
De plus, les récentes offensives contre les bastions de l'État islamique, Mossoul en Irak et Raqqa en Syrie, entraînent le retour de djihadistes dans leur pays d'origine, parmi lesquels l'Iran. Un chercheur estime ainsi qu'entre 350 et 400 Kurdes iraniens, pour la plupart issus de milieu modeste, pourraient avoir intégrés les troupes de l'État islamique en Irak et en Syrie dans les années passées.
Les attentats surviennent dans un contexte régional tendu. Le 5 juin 2017, l'Arabie saoudite, Bahreïn, les Émirats arabes unis, le Yémen, l’Égypte et les Maldives rompent leurs relations diplomatiques avec le Qatar, accusant celui-ci de soutenir le terrorisme et d'entretenir des relations trop étroites avec l'Iran,.

## Déroulement des attaques
Au fil des jours qui suivent les attentats, la chronologie des événements ainsi que les éléments relatifs à l'identité de leurs auteurs sont révélés publiquement par Reza Seifollahi, secrétaire-adjoint du Conseil suprême de sécurité nationale.
Les attentats sont deux attaques, menées quasi simultanément, qui ont lieu au matin du 7 juin 2017. La première attaque se déroule au Parlement iranien lorsque quatre assaillants (âgés entre 20 et 25 ans) pénètrent dans son enceinte tandis que la seconde est commise au mausolée de l'ayatollah Khomeini par deux autres assaillants. Elles sont l'œuvre de six iraniens qui ont rejoint l'État Islamique et qui ont combattu pour cette organisation en Irak et en Syrie.
D'après le ministère iranien des Renseignements, un troisième groupe a été neutralisé à Téhéran avant de pouvoir passer à l'action.

### Parlement iranien
À 10 h 30 (heure locale), un groupe de quatre hommes s’introduit à l'intérieur du Majlis, le Parlement iranien et se retranche à l'intérieur. Selon un député du Majlis, Elias Hazrati (en), « les assaillants [...] étaient armés de deux fusils d'assaut AK-47 et d'un pistolet » et d'après le vice-ministre iranien de l'Intérieur Hossein Zolfagari, « ils étaient déguisés en femmes ». Une fusillade éclate entre les assaillants et les forces de sécurité. L'un des hommes actionne sa ceinture explosive qu'il portait au quatrième étage du bâtiment au moment où les forces spéciales donnent l'assaut. D'après la télévision d'État IRIB, ils auraient retenu plusieurs personnes en otage. Par ailleurs, les forces de sécurité désamorcent une bombe.
Durant l'attaque, les parlementaires sont restés à l'intérieur du bâtiment et ont décidé de continuer les débats. Ceux-ci étaient retransmis en direct par la chaîne de télévision d’État, dans un petit cadre en bas des écrans de télévision, en simultanée des informations concernant l'attentat.

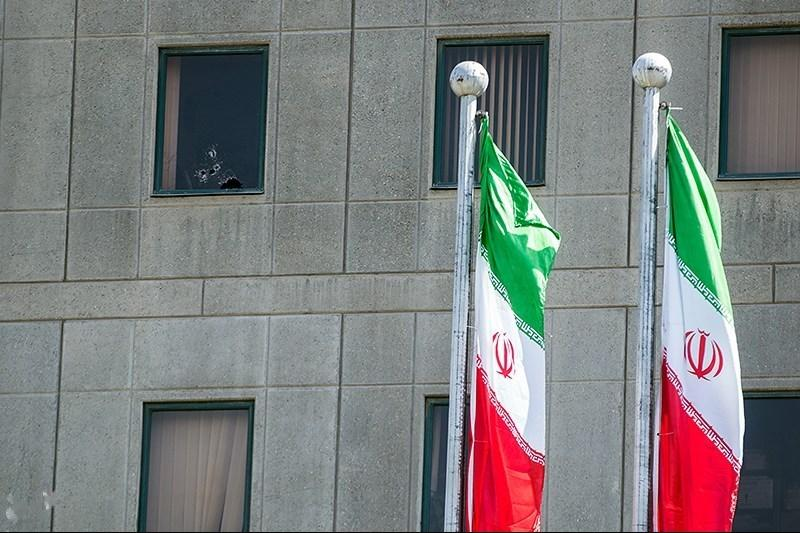
Attentats de Téhéran

### Mausolée de l’ayatollah Khomeini
Environ 30 minutes après le début de l'attaque au Parlement iranien, deux hommes pénètrent dans l'enceinte du mausolée de l'ayatollah Khomeini, le fondateur de la république islamique d'Iran. Rapidement cernés par la police, les terroristes abattent un jardinier travaillant dans le parc du mausolée. L'un des assaillants fait ensuite exploser sa ceinture d'explosif alors que l'autre est abattu. Selon une autre source, le terroriste est arrêté avant d'avoir pu appuyer sur son détonateur.

## Bilan
Selon le chef des urgences cité par l'AFP, le bilan provisoire est de 13 morts et 48 blessés dans les deux attaques à Téhéran. Au mausolée, l’attaque a fait deux morts et cinq blessés, selon l’agence IRNA. Le nombre de morts est porté à 17 (quatorze hommes et trois femmes, dont une reste encore non identifiée trois jours après l'attaque) et le nombre de blessés à 52 le lendemain des attentats : quatre personnes succombent à leurs blessures dans les heures qui suivent  les attaques,.
11 des 17 victimes sont enterrées le vendredi 9 juin 2017 à Téhéran lors de funérailles publiques. D'autres victimes avaient été inhumées la veille dans différentes villes de province.

## Revendication
L'attaque est revendiquée, quelques minutes après les attentats, par l'État islamique (abrégé EI) via son organe de propagande Amaq,. Depuis la genèse de cette organisation terroriste à mouvance islamiste sunnite, c'est la première fois que l'EI commet des attentats en Iran, un pays chiite.

## Réactions

### Autorités iraniennes
Le guide suprême de la république islamique d'Iran, Ali Khamenei, a affirmé que les attaques de Téhéran n'auront aucun effet sur la détermination du peuple iranien, minimisant ainsi l'impact des attentats de l’État islamique sur le sol iranien.
Aussitôt après l'attentat, le corps des gardiens de la révolution islamique accuse les États-Unis et l'Arabie saoudite d'être « impliqués ». Le 13 juin 2017, le général Mohammad Ali Jafari, chef des gardiens de la révolution, affirme que l'Arabie saoudite a incité les membres de l’État islamique à mener des actions terroristes sur le territoire iranien. 
Dans la nuit du 18 au 19 juin 2017, six missiles de moyenne portée de type Zoulfaqar sont tirés par le corps des gardiens de la révolution sur des cibles vers la région de Deir ez-Zor, en Syrie. Les missiles visent des centres de commandement de l'Etat islamique dans la ville de Mayadine. Ils sont tirés « en réaction aux attaques terroristes du 7 juin commis à Téhéran ». Des analystes estiment que ces tirs constituent également un message vers les gouvernements de l'Arabie saoudite et d'Israël, indiquant que les territoires de ces deux pays sont désormais à portée des missiles iraniens.

### Médias
Selon l’analyse de médias américains, une attaque de ce type est rare à Téhéran. L’attaque contre le mausolée de l’ayatollah Khomeiny est jugée particulièrement symbolique. 

### Organisations internationales
- Les membres du Conseil de sécurité des Nations unies et le secrétaire général des Nations unies ont condamné les attentats de Téhéran, les qualifiant d'« attaques terroristes barbares et lâches »[23].
- Les députés européens observent une minute de silence le 12 juin 2017 au sein du Parlement européen en hommage aux victimes des attentats du 3 juin 2017 à Londres et du 7 juin 2017 à Téhéran[24]. Le président du parlement, Antonio Tajani, affirme à l'ouverture de la session parlementaire que « les forces de la liberté et de la démocratie ne plieraient pas face au terrorisme »[25].

### Personnalités internationales
- Le président américain Donald Trump déclare que les États comme l'Iran qui « appuient le terrorisme risquent de devenir les victimes du mal qu'ils soutiennent »[26]. Cette déclaration a été jugée « répugnante » par Mohammad Javad Zarif, chef de la diplomatie iranienne[2],[27].
- Le président de la République Française, Emmanuel Macron, a présenté le 7 juin 2017 ses condoléances à l'Iran et aux familles des victimes lors d'un entretien téléphonique avec  le Président iranien Hassan Rohani. Il a également déclaré que « le gouvernement et le peuple français sont [aux] côtés [de l'Iran] et [qu'ils sont] disposés à élargir [la] coopération avec Téhéran dans la lutte antiterrorisme »[28].
- Le chef de la diplomatie allemande, Sigmar Gabriel, a condamné « de la façon la plus ferme » les attentats de Téhéran[29].

## Enquête et suites

### Identité, origines et parcours des terroristes
À la suite des attentats, les autorités iranienne ne désignent d'abord les terroristes que par leur prénom. Cependant, le nom complet de l'un d'eux, Saryas Sadeghi, apparaît rapidement sur les réseaux sociaux du pays, le désignant comme originaire de la ville de Paveh située à l'ouest de l'Iran où réside une importante minorité kurde sunnite. Des sources anonymes liées à la sécurité du pays précisent que quatre  membres du commando de Téhéran étaient des kurdes iraniens originaires de la même région.  
Le 11 juin 2017, le ministre du renseignement, Mahmoud Alev, le ministre de l'intérieur et le responsable des gardiens de la révolution, le général Mohammad Ali Jafari, rendent compte devant les députés iraniens des circonstances des attaques. Le ministre du renseignement affirme aux députés que tous les membres de l’État islamique présents sur le sol iranien ont été neutralisés. Il indique que le cerveau des attentats a été identifié et repéré en fuite dans un pays voisin et qu'il a été abattu par les forces de l'ordre iraniennes avec l'aide des services de renseignements de pays limitrophes de l'Iran. Mahmoud Alev ne donne pas plus de renseignement quant à son identité ou au pays dans lequel il a été localisé,.   
Le ministre du renseignement, Mahmoud Alev, précise le 13 juin 2017 qu'une partie des membres des commandos a combattu en Irak et en Syrie dans les rangs de l'État islamique avant de revenir sur le territoire iranien pendant l'été 2016 sous l'autorité d'un haut responsable de l'organisation nommé Abou Aisha. Abou Aisha aurait été tué peu après dans la région de Javanroud lors d'une opération antiterroriste. Cet acte entraîne la dispersion du commando et le passage de ses membres dans la clandestinité.

### Arrestations
Dès le 9 juin 2017, 41 personnes sont arrêtées, soupçonnées d'être liées aux attentats de Téhéran. Le lendemain, ce nombre est porté à 43.  
Le 11 juin 2017, Aliakbar Garousi, responsable du département de la justice dans la province du Kordestan, annonce l'arrestation de 6 autres personnes liées aux attentats de Téhéran.